# Amblycerus whiteheadi
Amblycerus whiteheadi is een keversoort uit de familie bladkevers (Chrysomelidae). De wetenschappelijke naam van de soort werd in 1991 gepubliceerd door Kingsolver.